# Serge Pasquier
Pour les articles homonymes, voir Pasquier.
Serge Pasquier, né le 21 août 1950 à Saint-Junien (Haute-Vienne) et mort le 20 octobre 2022 à La Rochelle, est un joueur français de rugby à XV évoluant au poste de pilier, qui était surnommé Mike[réf. nécessaire].

## Carrière
- AS Saint-Junien : 1968-1970
- CA Brive : 1970-1977
- CS Nontron

## Palmarès
- Vice-champion de France en 1975 avec le CA Brive.